# N.O.M
N.O.M 또는 N.O.M (Nature Of Man)은 JZ FACTORY 의 소속 가수로 한국의 퍼포먼스형 그룹으로서 2013년 디지털싱글 앨범으로 데뷔하였고, 해외에서 다양한 활동을 하며 2020년 "1st mini album 3rd sexual N.O.M"으로 타이틀 I'm not but으로 국내에 처음으로 음악방송으로 컴백을 하였다. 멤버는 총 3명의 구성으로 되어있다.